# Anatoli Starkov
Anatoli Starkov (en russe : Анатолий Старков), né le 15 octobre 1946, à Kharkiv est un coureur cycliste soviétique et ukrainien dont la carrière sportive se situe  à la fin des années 1960-et début des années 1970. Il a participé aux deux Jeux olympiques de cette période.

## Palmarès

### Palmarès année par année
- 1967
  - 11e étape du Tour de Grande-Bretagne[1]
  - 8e du Tour de Grande-Bretagne
- 1969
  - 6e du championnat du monde du contre-la-montre par équipes amateurs (avec Vasily Belousov, Nikolay Dimitriuk et Boris Suschov)
- 1970
  - 2e du Grand Prix François-Faber
  - 17e du championnat du monde sur route amateurs
- 1971
  - 8e étape du Tour d'Algérie
  - 8e étape de la Course de la Paix (contre-la-montre)[1]
  - 3e de la Course de la Paix
- 1972
  - 6e étape du Tour du Maroc
  - 3e du Tour du Maroc
- 1973
  -  Champion d'URSS sur route
- 1974
  - 2e du Championnat d'URSS sur route

### Places d'honneur
- 1972
  - 35e de la course en ligne des Jeux olympiques de Munich[2]

## Distinction
- 1971 : Maître émérite des Sports (cyclisme) de l'Union soviétique[3]